# Kawakami Soroku
Kawakami Soroku (川上 操六 Xuyên Thượng Thao Lục), (sinh ngày 11 tháng 11 năm 1848 mất ngày 11 tháng 5 năm 1899), ông là một Đại tướng và chính là người vạch chiến lược quân sự cho Lục quân Đế quốc Nhật Bản trong chiến tranh Thanh-Nhật.

## Tiểu sử
Sinh ra ở Satsuma trong một gia đình samurai, Kawakami đã đứng về phía hoàng đế Minh Trị Duy Tân chống lại lực lượng Mạc phủ Tokugawa trong trận Toba-Fushimi. Trong chiến tranh Boshin, ông bố trí phòng thủ khi thành Kumamoto bị vây hãm.
Sau đó, ông đến Tokyo đưa những ý kiến về việc sáng lập Quân đội Đế quốc Nhật Bản mới. Ông thăng tiến nhanh trên con đường binh nghiệp, tham gia dập tắt cuộc nổi dậy Satsuma.
Năm 1884, ông đi cùng Ōyama Iwao đến châu Âu để nghiêm cứu khoa học quân sự của các nước, đặc biệt là Phổ. Sau khi về nước ông lên chức Thiếu tướng, Phó trưởng phòng Bộ Tổng Tham mưu Lục quân Đế quốc Nhật Bản. Năm 1887, ông trở lại châu Âu một lần nữa để tiếp tục nghiên cứu khoa học quân sự của Đức. Năm 1890, ông lên chức Trung tướng.
Trong chiến tranh Thanh-Nhật, Kawakami là sĩ quan cao cấp làm việc ở Tổng hành dinh Đế quốc, được biết đến vì đưa ra nhiều chiến lược xuất sắc. Sau khi cuộc chiến kết thúc với thành công về phía Nhật Bản, ông được trao huân chương Mặt Trời mọc (hạng 1), và được phong Tử tước (shishaku) thuộc hệ thống quý tộc Kazoku.
Kawakami được trao thêm huy chương Diều hâu vàng (hạng 2), Mặt trời mọc (hạng 1 với Paulownia Blossoms, Grand Cordon) và Grand Cordon Huân chương hoa Cúc
Mộ của ông đặt tại nghĩa trang Aoyama ở Tokyo.

### Sách
- Dupuy, Trevor N. (1992). The Harper Encyclopedia of Military Biography. New York: HarperCollins Publishers. ISBN 0-7858-0437-4.
- Jansen, Marius B. (1986). Japan in Transition: From Tokugawa to Meiji. Princeton University Press. ISBN 1-85043-569-3.
- Jansen, Marius B. (2000). The Making of Modern Japan. Balknap Press. ISBN 0674009916.
- Keane, Donald (2005). Emperor Of Japan: Meiji And His World, 1852-1912. Columbia University Press. ISBN 0231123418.
- Harries, Meirion (1994). Soldiers of the Sun: The Rise and Fall of the Imperial Japanese Army. Random House. ISBN 0-679-75303-6.